# Загора (Золочівський район)
Заго́ра — село в Україні, у Золочівському районі Львівської області. Населення становить 20 осіб. Орган місцевого самоврядування - Поморянська селищна рада.